# 楊慶煜
楊慶煜（英語：Ching-Yu Yang），機械工程博士，曾任國立高雄應用科技大學校長、工學院院長、模具工程系主任，現任國立高雄科技大學首任校長。
楊慶煜教授的主要研究領域為逆向工程、影像量測、三次元量測，特別是對於逆運算熱傳問題、逆運算振動問題相當程度的著墨。

## 簡歷
2018年1月20日，預定同年2月1日新設立之國立高雄科技大學，經教育部組成遴選小組於20日傍晚選定高應大校長楊慶煜為首任高科大校長。

## 相關連結
- 國立高雄應用科技大學楊慶煜博士網頁
- 國立高雄科技大學校長簡介 （页面存档备份，存于）

| 教育職務      | 教育職務                                                    | 教育職務    |
| ------------- | ----------------------------------------------------------- | ----------- |
| 前任： 首任   | 國立高雄科技大學校長 首任 2018年2月1日－迄今                | 繼任： '    |
| 前任： 楊正宏 | 國立高雄應用科技大學校長 第十任 2016年8月1日－2018年1月31日 | 繼任： 末任 |